# Yamaha Exciter
Yamaha Exciter  var ett varumärke för Yamaha snöskotrar och introducerades 1976 i USA och Kanada och kom till Sverige 1978. Motorerna som användes i serien var tvåcylindriga fläktkylda tvåtaktare på 338 cm3 respektive 433 cm3. Effekten var 34 hk på den mindre motorn och 48 hk på den större. Inom Yamaha använde man namnen Ex440, Ex440A - Ex440E. Ex440E var den sista i serien och slutade tillverkas 1981. Ex340 fasades dock ut redan 1978 och hette då Ex340B.
1987 återupptog Yamaha namnet Exciter på en helt ny snöskoter, med en 2 cylindrig vätskekyld tvåtaktare på 570 cm3 som tillverkades fram till 1994 då Vmax 500 och 600 ersatte den.

## EX-serien år från år
1976 Fanns EX340 och EX440 inte med i modellprogrammet men presenterades i en liten notis i deras broschyrer. Den fanns också med i Yamaha Part Directory som modell.
1977 EX340A och EX440A presenterades i det officiella modellprogrammet. Yamaha skrev i sin broschyr om denna snöskoter att det kan vara den bästa snöskotern som någonsin byggts. Oavsett om det var sant eller inte kan man säga att denna snöskoter skapade ett rykte för Yamaha som högprestandasnöskotrar med låg vikt. Modellen var för året röd och vit.
1978 Detta år kom EX440B modellen till Sverige med färgerna röd-vit-svart. Modellen hade små förändringar, varvräknare och hastighetsmätare hade flyttats upp på huven och fjädringsvägen hade förlängts lite grann. EX340B fasades ut detta år och kvar till nästa år fanns endast EX440.
1979 EX440C hade fått svart huv. I övrigt samma snöskoter som året innan.
1980 EX440D som modellen hette för året hade samma svarta huv men med gulddekaler.
1981 EX440E blev den sista årsmodellen tills man tog upp Exciter som namn igen 1987.
1987-1990 återkom Exciter i Yamahas sortiment. Denna nya Exciter hade inga likheter/samband med den förra generationen, utan var mer inspirerad av Yamahas storsäljare Phazer 480. Den nya hade en 570 cc vattenkyld tvåtaktsmotor som var på cirka 75-80hk
1991-1992 Släpptes en ny modell, Exciter 570 II som genomgått en hel del modifieringar, bland annat nyare kåpor för bättre kylning och mer effekt, annan boggi och förbättrad tändning.
1993 blev den sista årsmodellen, och hette antingen SX eller den förlängda modellen ST, med en mattlängd på 136".
Sx'n blev Yamahas modell för Yamahas 25-årsjubileum, trots att de redan året innan börjat sälja sin största maskin Vmax-4!
Effekten nu hade kommit upp till 94 hk på Sx'n med hjälp av Yamahas tävlingsförare Tim Bender specifikationer på cylinderportningar och flatslide förgasare från Mikuni, Spårvidden hade breddats från tidigare 36" till 39", bredare styre, ställbara TSS dämpare, lägre ruta och fullblocks matta var signifikant med Sx'n